# Mundeshwari Devis tempel
Mundeshwari Devis tempel är en hinduiskt tempel på Mundeshwarikullarna i Kaura in Kaimurdistriktet i Bihar i Indien. Templet är dedikerat till guden Chaturmukh (Shiva) och gudinnan Devi Mundeshwari (Shakti). Templet uppfördes under 100-talet och är ett av de äldsta templen, liksom en av de äldsta kvarvarande byggnaderna, i Indien.